# Años 150 a. C.
Los años 150 antes de Cristo comenzaron el 1 de enero del 159 a. C. y terminaron el 31 de diciembre del 150 a. C.

## Acontecimientos
- 151 a. C.: A petición de Polibio, Escipión Emiliano consigue el apoyo del estadista romano Catón el Viejo (cuyo hijo se había casado con la hermana de Escipión Emilia) para una propuesta de liberar (y devolver a Grecia) los 300 rehenes aqueos que todavía se retenían sin juicio después de ser deportados a Roma en el año 167 a. C.
- 152 a. C.: el rey Agní-Mitra, de la dinastía shunga, asume el trono de Magadha (Bengala Occidental). Pacto entre cónsul Marco Claudio Marcelo y la tribus celtíberas, fin de la segunda guerra celtíbera.
- 154 a. C.: Roma declara la guerra a la ciudad de Segeda, de la tribu de los bellos, por no destruir sus murallas, comienzo de la segunda guerra celtíbera.[1]
- 156 a. C.: República romana: Comienza la primera guerra dálmata.